# Reserva de la Biosfera Sierra del Abra-Tanchipa
El Área Natural Protegida Reserva de la Biosfera Sierra del Abra-Tanchipa se encuentra localizada casi en el límite oriental del Estado de San Luis Potosí y colindando al norte con Tamaulipas, en la región denominada huasteca potosina. La zona de reserva la conforman la parte nororiental del municipio de Ciudad Valles y la parte noroccidental del municipio de Tamuín con coordenadas geográficas extremas de 22°04’38’’ a 22°23’56’’N y de 98°53’07’’ a 99°00’44’’ W y coordenadas UTM que van desde los 499370 m hasta los 512370 m de longitud y 2442010 m hasta los 2477350 m de latitud, en la zona 14 Norte. El decreto de su fundación data del 6 de junio de 1994, publicado en el Diario Oficial de la Federación, durante el mandato del expresidente de la república Lic. Carlos Salinas de Gortari.

## Biodiversidad
De acuerdo al Sistema Nacional de Información sobre Biodiversidad de la Comisión Nacional para el Conocimiento y Uso de la Biodiversidad (CONABIO) en la Reserva de la Biosfera Sierra del Abra Tanchipa habitan más de 870 especies de plantas y animales de las cuales 51 se encuentra dentro de alguna categoría de riesgo de la Norma Oficial Mexicana NOM-059  y 13 son exóticas,